# 高等商業学校 (フランス)
高等商業学校（École supérieure de commerce、ESC）とは、商学や経営学の教育を専門とするグランゼコールの一種であり、英語圏のビジネススクールに相当する。フランスの他、フランス語圏のベルギー、スイス、ケベック州などにも存在する。
なお、日本の旧制高等商業学校が現在の短期大学に相当するのに対して、フランスのグランゼコールは大学学部卒から修士課程までに相当する。アメリカ式のビジネススクールに合わせ、多くの高商は「Business School」の英名を用いている。
なお、歴史的には高等商業学校はフランス政府から大学レベルとして認識されない時期も存在した。 